# Kamienica przy ulicy Jana Zamoyskiego 34 w Krakowie
Kamienica przy ulicy Jana Zamoyskiego 34 – zabytkowa kamienica znajdująca się w Krakowie, w dzielnicy XIII przy ul. J. Zamoyskiego, w Podgórzu.
Kamienica została wzniesiona w latach 1889–1890. Zaprojektowana została przez Józefa Taborskiego. W 1924 roku budynek został nadbudowany o drugie oraz trzecie piętro zgodnie z projektem Edwarda Skawińskiego.
Kamienica znajduje się na obszarze Podgórza, którego układ urbanistyczny został wpisany 26 października 1981 do rejestru zabytków. Budynek znajduje się także w gminnej ewidencji zabytków.